# Myriapora
Genre
Myriapora est un genre d'ectoproctes de l'ordre Cheilostomatida.

## Liste d'espèces
Selon World Register of Marine Species (13 avril 2016) :
- Myriapora bugei d'Hondt, 1975
- Myriapora orientalis (Kluge, 1929)
- Myriapora simplex (Busk, 1884)
- Myriapora truncata (Pallas, 1766)